# Adonisea rufipenna
Adonisea rufipenna är en fjärilsart som beskrevs av David F. Hardwick 1983. Adonisea rufipenna ingår i släktet Adonisea och familjen nattflyn. Inga underarter finns listade i Catalogue of Life.